# Журавлиные
Журавлиные (лат. Gruidae) — семейство птиц отряда журавлеобразных (Gruiformes). Это древнее семейство, его образование относят к окончанию эпохи динозавров, во времена эоцена 40—60 млн лет назад. Ближайшими родственниками журавлей, считаются пастушковые журавли (Aramidae) и трубачи (Psophiidae), а исторической родиной американский континент, откуда журавли попали сначала в Азию, а оттуда в Африку и Австралию. Журавли широко распространены в мире, отсутствуя лишь в Антарктиде и Южной Америке.
Ещё в древности люди были знакомы с этими птицами, о чём имеются археологические свидетельства в виде наскальных рисунков в Африке, Австралии и Европе.
Семейство включает 4 рода с 15 видами, из них на территории России гнездятся 7 видов, относящихся к 2 родам.

## Описание
Это крупные, длинноногие и длинношеие птицы, их высота составляет 90—155 см, размах крыльев 150—240 см, а вес 2—11 кг. Самый маленький журавль — красавка, самый крупный — индийский. Высота индийского журавля достигает 175 см, что делает его самой высокой летающей птицей в мире. Самым тяжёлым журавлём считается японский, его вес осенью может достигать 11 кг.
В отличие от похожих на них, но имеющих очень отдалённое родство цапель, в полёте вытягивают ноги и шею. Это делает их похожими на аистов, но в отличие от них журавли никогда не садятся на деревья. Голова маленькая, с острым прямым клювом. На голове у большинства видов участки неоперенной и ярко окрашенной кожи. Третьестепенные маховые перья крыльев слегка удлинены, так что хвост кажется длинным и пышным, когда птица стоит на земле. Оперение чаще всего серое или белое. Если визуально сравнивать журавлей с другими болотными птицами, то по сравнению с цаплями их ноги, как правило, длиннее, а шея более вытянутая; а по сравнению с аистами тело изящнее, ноги длиннее, а клюв пропорционально меньше.
В зависимости от экологической ниши разные виды обладают уникальными особенностями. Например, наличие заднего хватательного пальца на ногах у венценосных журавлей позволяет им удерживаться на ветках деревьев. У красавки и африканской красавки пальцы короткие, как у дрофы, что позволяет им быстро бегать по травянистой местности. Другие виды журавлей более адаптированы к водной среде: у них шеи, клювы и ноги заметно длиннее, а пальцы на ногах шире. Наиболее приспособлен к жизни в воде стерх — у него самый длинный клюв, а строение ног позволяет ему спокойно передвигаться по илистой почве. У австралийского журавля, обитающего на солёных мангровых болотах, возле глаз имеются специализированные соляные железы.
Половой диморфизм (видимые различия у самцов и самок) у всех видов практически не выражен, за исключением того, что самцы, как правило, несколько крупнее самок.

## Образ жизни
Виды, размножающиеся на севере, в зимнее время мигрируют на дальние расстояния на юг, остальные ведут оседлый образ жизни. Летят на высоте 900—1500 м над землёй, при этом стараются использовать восходящие потоки тёплого воздуха, и только в случае неблагоприятного направления ветра выстраиваются клином. Также во время сезонной миграции имеют одну или две постоянные остановки на несколько недель для передышки. Молодые птицы во время перелёта и первой зимы держатся вместе с родителями, однако весной могут вылететь к месту размножения раньше.
В сезон размножения журавли держатся парами, перед миграцией (у перелётных видов) или во время засушливого сезона (у оседлых) сбиваются в стаи. В убежище ночуют группами, при этом спят стоя в воде на одной ноге. Рацион питания очень широк, но преобладает растительная пища — семена, побеги и корешки растений. Кроме того, они питаются насекомыми, реже лягушками и мелкими грызунами. Птенцы питаются в основном насекомыми, так как те содержат большое количество необходимого им белка.
Большинство взрослых птиц линяет как минимум раз в год, после окончания сезона размножения. Вылупившиеся птенцы покрыты светло-коричневым пухом, который заменяется перьями приблизительно через 2 месяца. Во время линьки 10 из 15 видов журавлей не способны летать, поскольку разом теряют все маховые перья.
Во время размножения все журавли строго придерживаются своей территории и решительно охраняют её от других птиц. Территория может быть достаточно большой и занимать несколько квадратных километров. Активны в основном в дневное время, кормятся чаще всего утром или после полудня. Часто и подолгу ухаживают за перьями.
Живут журавли достаточно долго. Наблюдения показывают, что в дикой природе журавли живут не менее 20 лет, а в условиях неволи их возраст может достигать 80 лет.

## Размножение
Журавли моногамны, однако народное поверье о том, что пары сохраняются в течение всей жизни, не совсем верны. На самом деле, согласно недавним исследованиям орнитологов, они меняются время от времени. Если самец или самка погибает, то другая птица, скорее всего, находит себе новую пару.
Период размножения оседлых журавлей приходится на сезон дождей, когда имеется изобилие пищи. У мигрирующих видов пары образуются ещё на зимней стоянке, возле будущего гнезда птицы устраивают характерные танцы, сопровождаемые пением. Танец может включать в себя подпрыгивание, хлопанье крыльями и гарцующую походку. Гнездо большое (в диаметре может составлять несколько метров), строится на краю или вблизи от болота, иногда спрятано в прибрежной густой растительности вроде камышей или тростника. В качестве строительного материала используются палочки, веточки и другие части растений, которые переплетаются сухой травой. Молодые журавли в первый год могут построить несколько гнёзд, при этом не откладывая яйца. На следующий год они опять строят несколько гнёзд, но используют только одно. Зрелые птицы ограничиваются одним гнездом.
Самка обычно откладывает два яйца, однако у венценосных журавлей одна кладка может содержать до 5 яиц. Яйца тем крупнее, чем крупнее сам журавль — у крупных видов их длина доходит до 11,5 см. Яйца у большинства видов интенсивно покрыты пигментными пятнами. У видов, обитающих в тропиках, они или светло-голубые, как у венценосных журавлей, или белые, как у австралийского или индийского. У журавлей, размножающихся в северных регионах, таких как стерха, черношейего или канадского, яйца темнее — жёлто-коричневые с бурыми пятнами.
У многих видов выживает только один птенец, и только в хороший урожайный год родители способны прокормить двоих. Если у самки яйцо отобрать, то она скорее всего отложит ещё одно яйцо. В условиях наблюдения орнитологов, как это например делается в питомнике Международного фонда по охране журавлей в американском штате Висконсин, первые отложенные яйца у птиц отбираются и помещаются в инкубатор для последующего искусственного выведения. Оба родителя участвуют в насиживании. Инкубационный период различается у разных видов, но в целом составляет от 27 (у стерха и красавки) до 36 (у серёжчатого журавля) дней. Птенцы выводкого типа, то есть способны покинуть гнездо через несколько дней после вылупления. Только что родившиеся птенцы покрыты пухом, полное оперение наступает через 55—150 дней в зависимости от вида. Растут очень быстро, через 3 месяца достигая высоты до 150 см. Половая зрелость у молодых журавлей наступает через три года в условиях содержания в неволе и через 4—5 лет в дикой природе. У стерха половая зрелость может наступить ещё позже — через 6—7 лет.

## Естественные враги
Журавли широко распространены в разных климатических условиях, соответственно враги у них различаются. В умеренном поясе яйцами журавлей питаются медведи, лисицы, еноты. За ещё неоперившимися птенцами охотятся волки. Главными врагами взрослых журавлей являются крупные хищные птицы, такие как беркуты.

## Угрозы и охрана
Численность большинства видов сокращается, а некоторые находятся на грани полного исчезновения. Наибольшая опасность полного вымирания была у американского журавля (Grus americana), в 1941 году численность этих птиц составляла всего 15 особей. Благодаря усилиям по восстановлению численности к 2000 году их количество увеличилось до 350 птиц, включая тех, кто содержится в условиях зоопарков. Ещё одним исчезающим видом является японский журавль (Grus japonensis), на момент 2000 года численность этих птиц составляла около 1800 особей в двух популяциях в восточной Азии.
Основной причиной в резком снижении популяции называют уменьшение площади обитания этих птиц, осушение болот и урбанизация.
Семь видов — в том числе стерх, японский и чёрный журавль — в Красной книге Всемирного союза охраны природы и природных ресурсов; даурский журавль и красавка также охраняются. В 1973 году в США был основан Международный фонд охраны журавлей.

## Распространение
Журавли широко распространены на всех континентах, отсутствуя лишь в Антарктиде и Южной Америке. Живут вблизи водоёмов или заболоченных территорий. Многие виды в летнее время выбирают лесные болота с пресной водой, а зимой переселяются на прибрежные заболоченные территории с солёной водой. Два вида — красавка и африканская красавка — приспособились жить вдали от водоёмов и обитают в засушливой степной зоне или саванне. Возможно, их следует относить к отдельному роду журавлей-красавок (Anthropoides).
| Вид                           | Латинское название        | Распространение (Размножение)                             | Зимовка<                                   | Численность                        |
| ----------------------------- | ------------------------- | --------------------------------------------------------- | ------------------------------------------ | ---------------------------------- |
| Восточный венценосный журавль | Balearica regulorum       | Западная и Южная Африка                                   | Оседлый                                    | ~58 000—77 000                     |
| Венценосный журавль           | Balearica pavonina        | Восточная Африка                                          | Оседлый                                    | ~40 000                            |
| Стерх                         | Leucogeranus leucogeranus | Восточная Сибирь                                          | Река Янцзы в Китае                         | ~2900—3000                         |
| Канадский журавль             | Antigone canadensis       | Сев.-Вост. Сибирь, Канада, Куба                           | Юг США, Сев. Мексика                       | ~650 000                           |
| Даурский журавль              | Antigone vipio            | Восточная Россия (Даурия, Бассейн Амура), Монголия, Китай | Остров Кюсю в Японии, Долина реки Янцзы    | ~4900—5300                         |
| Индийский журавль             | Antigone antigone         | Индия, Юго-Вост. Азия, Австралия                          | Оседлый                                    | ~15 500—20 000                     |
| Австралийский журавль         | Antigone rubicunda        | Австралия, Новая Гвинея                                   | Оседлый                                    | ~20 000—100 000                    |
| Серёжчатый журавль            | Grus carunculata          | Западная и Южная Африка                                   | Оседлый                                    | ~8000                              |
| Райский журавль               | Grus paradisea            | Южная Африка                                              | Оседлый                                    | 20 000—21 000 (ЮАР) и 60 (Намибия) |
| Журавль-красавка              | Grus virgo                | Степи Евразии (от Чёрного моря до Сев.-Вост. Китая)       | Восточная и Центральная Африка             | ~200 000—240 000                   |
| Японский журавль              | Grus japonensis           | Восточная Россия (Бассейн Амура), Япония                  | Китай, Корея и Япония                      | ~1700—2000                         |
| Американский журавль          | Grus americana            | Центральная Канада                                        | Юж.США и Сев.Мексика                       | ~400                               |
| Серый журавль                 | Grus grus                 | Европа, Азия, Россия                                      | От Юж. Франции до Сев-Вост. Китая, местами | 250 000—275 000                    |
| Чёрный журавль                | Grus monacha              | Восточная Россия (Даурия, Бассейн Амура), Сев. Китай      | Остров Кюсю в Японии                       | ~9400—9600                         |
| Черношейный журавль           | Grus nigricollis          | Тибетское нагорье                                         | Низины Тибета                              | ~5000—6000                         |

## Журавль в культуре народов мира
Благодаря своей природной красоте и впечатляющим брачным танцам журавли оставили заметный след в культуре многих народов в различные исторические эпохи. Мифы и предания, связанные с журавлями, были обнаружены в районе Эгейского моря, Саудовской Аравии, Китае, Японии и у индейцев Северной Америки.
На севере японского острова Хоккайдо женщины из племени Айны, чьи культурные традиции были ближе связаны с Сибирью, нежели с Японией, исполняли специальный «танец журавля», который в 1908 году был заснят известным американским фотографом немецкого происхождения Арнольдом Гентом (англ. Arnold Genthe). В Корее танец журавля исполнялся во внутреннем дворе буддийского храма Тонгдоса со времён династии Силла (646 год н. э.). В Якутии до настоящего времени существует поверье, что даже нечаянное убийство журавля или разорение его гнезда неизбежно приносит несчастье.
В Мекке, ещё в доисламский период, богини Аллат, Узза и Манат, почитавшиеся как дочери всевышнего, назывались «тремя благородными журавлями».
Название цветка герань (лат. geranium) происходит от греч. γεράνιον от γερανός «журавль». Название появилось благодаря плодам герани, напоминающим клюв журавля.
Согласно преданиям, убийство разбойниками древнегреческого странствующего поэта Ивика было раскрыто благодаря журавлям-свидетелям. Вот как позднее описывает это событие Фридрих Шиллер (перевод Василия Жуковского):

«И он боролся уж с кончиной…

Вдруг… шум от стаи журавлиной;

Он слышит (взор уже угас)

Их жалобно-стенящий глас.

„Вы, журавли под небесами,

Я вас в свидетели зову!

Да грянет, привлеченный вами,

Зевесов гром на их главу“.»

Стримонийские журавли, зимой перелетавшие на юг, впервые упоминаются в латинской поэзии Вергилием как лат. Strymoniaeque grues в поэме «Георгики» и как Strymoniae grues в «Энеиде». В древности журавли рассматривались как вредители, потому что кормились зерном на сельскохозяйственных угодьях во время сева. Римляне содержали журавлей как домашнюю птицу. В «Энеиде» Вергилий сравнивает крики дарданцев со стен Трои и полёт их стрел с криками и полётом стримонийских журавлей (Strymoniae grues) весной к берегам реки. Гомер также сравнивает крики и передвижения аргивян и троянцев с криками, движениями и шумом журавлей на берегах реки Каистр (Малый Мендерес) и мигрирующих в Африку. Стримонийский журавль был добычей девы-воительницы Камиллы. Сенека в «Эдипе» сравнивает в сцене занятия некромантией число теней умерших в подземном царстве с числом птиц, которые бегут от угроз зимы и меняют стримонские снега на нильское тепло. Лукан пишет о журавлях, улетающих с берегов Стримона к тёплому Нилу. Лукан сравнивает боевой строй флотилии с разнообразнейшим строем журавлей. Цицерон пишет: «Журавли, когда летят в более теплые края и пересекают моря, то выстраиваются в форме треугольника». По преданию Меркурий изобрёл греческий алфавит, смотря на полет журавлей, которые в полете чертят разные буквы. Марциал называет журавлей «Паламедовыми птицами» и также пишет о том, что они в полете чертят разные буквы. Марциал в эпиграмме о старой своднице Филениде сравнивает голос старухи с криком стада журавлей у Стримона.
Древнеримский писатель Плиний Старший описывал, как одинокий сторожевой журавль, держа камень, охраняет спящую стаю. Если журавль уснёт, то упавший камень непременно разбудит его.
Аристотель в своём трактате «История животных» описывает миграцию журавлей и рассказывает об их войне с пигмеями во время зимней стоянки у берегов Нила. Он также называет ложными сведения о том, что журавль всегда носит в желудке пробирный камень, который можно использовать при определении золота.
В египетских иероглифах изображение журавля используется для обозначения буквы «Б». Происхождение английского слова «Pedigree» (родословная) происходит от фразы из старофранцузского языка «pie de grue», что буквально означает «поступь журавля»
В Китае, Японии и Вьетнаме журавли считаются символом долголетия, и их изображения часто соседствуют с другими символами долгой жизни: сосной, бамбуком и черепахой. Наряду с драконом символом своей культуры считают журавля вьетнамцы. В феодальной Японии журавль находился под защитой правящего класса и подкармливался крестьянами. Когда феодальный строй был аннулирован в XIX веке, защита журавлей была потеряна и лишь благодаря большим усилиям журавли были спасены от вымирания.
Япония назвала один из своих спутников «tsuru», что означает журавль. В Японии существует примета — тот, кто сложит 1000 бумажных журавликов, тот гарантирует себе отменное здоровье. В 1955 году со смертью 12-летней японской девочки Садако Сасаки, погибшей от последствий ядерной бомбардировки Хиросимы, бумажные журавлики стали символом мира — дети со всего мира посылали в Японию журавлики, которые Садако не успела доделать.
Китайские приветствия «tian-he» (священный журавль) и «xian-he» (благословенный журавль) считаются пожеланием мудрости. Легендарные даоистские саги были доставлены с небес на спине журавлей.
На Руси танцующих журавлей изображали на многих предметах — браслетах, колтах и т. п. Бытовало поверье, что счастье и удача выпадут тому, кто первым весной увидит танцы журавлей (Рыбаков, 1987). Б. А. Рыбаков (1987) даже предполагает, что слово «жар-птица» произошло от журавля по созвучию названий.
В Армении журавль (арм. Կռունկ) считается национальным символом страны.